# Castillo de Azaka
El Castillo de Azaka (阿坂城 Azaka-jō?) fue un castillo japonés ubicado en lo que hoy es el vecindario de Oazaka, en la ciudad de Matsusaka, prefectura de Mie, en la región de Kansai, Japón. Sus ruinas fueron designadas como Sitio Histórico Nacional en 1982, junto con las ruinas del castillo de Taka y el castillo de Karatachi. Todas estas fortificaciones fueron importantes ciudadelas del clan Kitabatake, que controlaba el norte de la provincia de Ise durante el período Nanboku-chō. 

## Vista General
El castillo Azaka está situado en una montaña de 312 metros de altura que domina la bahía de Ise, con las montañas de la provincia de Mikawa visibles en la distancia, y se encuentra dentro de los límites del Parque Nacional Ise-Shima. Las ruinas abarcan un área de 180 metros de este a oeste y 330 metros de norte a sur. El nombre 'Castillo de Azaka' es, en realidad, un término erróneo, ya que el castillo consiste en un par de fortificaciones separadas por 250 metros. La parte sur también es conocida independientemente como Hakumai-jō (白米城?)  mientras que la parte norte se llama Castillo Shiinogi (椎之木城?). Los castillos Taka y Karatachi mencionados en la designación de Sitio Histórico Nacional eran fortificaciones más pequeñas construidas por el clan Omiya, vasallos de los Kitabatake, a principios del período Sengoku.

## Estructura
El castillo Shiinogi es la parte más grande y reciente de las dos secciones del castillo Azaka y se considera la fortificación principal debido a su complejo sistema de terraplenes y fosos secos. Está centrado en dos mesetas estrechas, con un foso entre ellas en ambos extremos. También hay dos fosos verticales en la ladera baja del oeste, en el lado norte. La sección conocida como Castillo Hakumai está ubicada a una mayor altitud y es visible desde la ciudad de Matsusaka. Su recinto base tiene forma trapezoidal y mide 45 x 60 metros, mientras que el recinto superior es un óvalo plano de 20 x 35 metros, con pequeños trapezoides en las cuatro esquinas.

## Historia
El castillo fue construido poco después de que Kitabatake Chikafusa ingresara a la provincia de Ise en 1335 junto con sus tres hijos, Akiie, Akinobu y Akiyoshi. Los Kitabatake eran firmes partidarios de la Corte del Sur y habían recibido la orden del emperador Go-Daigo de arrebatar la provincia de Ise al clan Toki, que apoyaba a la rival Corte del Norte. En 1415, Kitabatake Mitsumasa reunió un ejército en este lugar, compuesto por leales de las provincias de Kii, Yamato y Kawachi, cuando la coronación del emperador Shōkō fue impugnada por el shogunato Ashikaga, y resistió un asedio liderado por Isshiki Yoshitsura.
El castillo desaparece brevemente de los registros históricos y reaparece en 1567, cuando su castellano, Oyama Yoshiyuki, repelió repetidos ataques del general de Oda Nobunaga, Takigawa Kazumasu. Finalmente, el castillo cayó debido a un engaño de Toyotomi Hideyoshi en 1567; sin embargo, Hideyoshi fue herido en el muslo por una flecha disparada por Omiya Yoshiyuki, lo que se dice que fue la única herida de combate que recibió en toda su larga carrera militar.

## Situación actual
Quedan muy pocos restos físicos del castillo en la actualidad, aparte de fragmentos de terraplenes y fosos secos. En el extremo sur del recinto del castillo se encuentra un monumento. Las ruinas del castillo se pueden alcanzar con una caminata de una hora desde la parada de autobús Iwakuraguchi, utilizando el autobús número 48 de Mie Kotsu, que parte de la estación de Matsusaka en la línea principal Kisei de JR West.